# Flasher
La ville de Flasher est située dans le comté de Morton, dans l’État du Dakota du Nord, aux États-Unis. Lors du recensement de 2010, sa population s’élevait à 232 habitants.
Flasher fait partie de l’agglomération de Bismarck-Mandan.

## Démographie
| 1920 | 1930 | 1940 | 1950 | 1960 | 1970 |
| ---- | ---- | ---- | ---- | ---- | ---- |
| 287  | 346  | 387  | 413  | 515  | 467  |

| 1980 | 1990 | 2000 | 2010 | - | - |
| ---- | ---- | ---- | ---- | - | - |
| 410  | 317  | 285  | 232  | - | - |

## Source
- (en) Cet article est partiellement ou en totalité issu de l’article de Wikipédia en anglais intitulé « Flasher, North Dakota » (voir la liste des auteurs).